# Charles Longuet
Charles Félix César Longuet (* 14. Februar 1839 in Caen, Département Calvados; † 5. August 1903 in Paris) war ein französischer Journalist und Proudhonist.

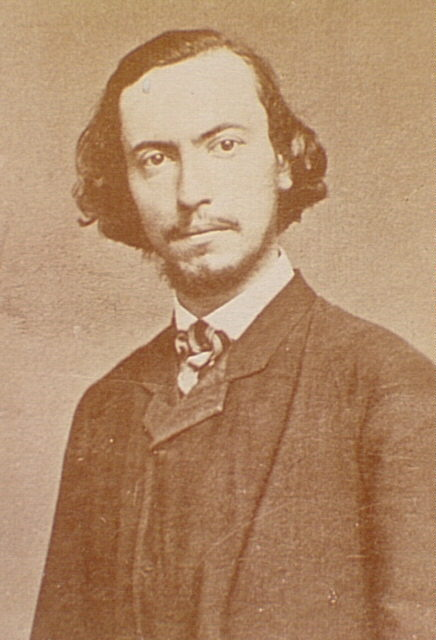
Charles Longuet, 1871

## Leben
Charles Longuet war der Sohn eines Strumpfwarenhändlers und von Felicitas Longuet. Er war Chefredakteur der La rive Gauche (1864–1866). Im Juli 1866 wurde er in Bagnères-de-Bigorre in den französischen Pyrenäen für acht Monate inhaftiert.
Als prominentes Mitglied der sozialistischen Arbeiterbewegung in Frankreich und Anhänger Pierre-Joseph Proudhons saß Longuet im Generalrat der Ersten Internationalen (1866–67, 1871–72). Er wurde am 9. Januar 1866 von Hermann Jung und Eugène Dupont vorgeschlagen und am 15. Januar gewählt. Er diente als korrespondierender Sekretär für Belgien (1866), Delegierter für Lausanne (1867), Brüssel (1868), der Londoner Konferenz (1871/1872).
Als Mitglied der Pariser Kommune musste er nach deren Niederschlagung nach England fliehen. Am 17. März 1883 war Charles Longuet einer der Redner bei Marx’ Begräbnis auf dem Highgate Cemetery. Longuet war einer der Redakteure des Journal officiel de la République française, des offiziellen Organs des Zentralkomitees der Nationalgarde (20. März bis 24. Mai 1871).

## Familie
Am 9. Oktober 1872 heiratete er Jenny Caroline Marx in London, die älteste Tochter von Jenny und Karl Marx, in Anwesenheit von Friedrich Engels und Albert Theisz.
Sie hatten zusammen fünf Söhne und eine Tochter:
- Charles Félicien (* 2. September 1873; † 20. Juli 1874)[7]
- Jean-Laurent-Fréderick, kurz Jean, genannt Johnny (* 10. Mai 1876; † 11. September 1938)
- Harry Michel, genannt Harra (* 4. Juli 1878; † 20. März 1883)[8]
- Edgar, genannt Wolf (* 18. August 1879; † 12. Dezember 1950)
- Marcel (* April 1881; † 1949)
- Jenny (* 16. September 1882; † 1952)[9]

Die Mutter Jenny Caroline starb physisch und psychisch erschöpft im Januar 1883. Die Söhne Jean Longuet und Edgar Longuet engagierten sich ebenfalls als französische Sozialisten.

## Schriften (Auswahl)
- Suive de la Dynastie des La Palisse. Imprimerie A. Mertens et Fils, Bruxelles 1865 Digitalisat
- Redakteur: La Rive Gauche. Journal international de la jeune république. A. Fischlin, Bruxelles 1865–1866 (14. Mai 1865 – 5. August 1866)
- Fédération et mutualité. Discours prononcé au Congrès de la Paix. Vaney, Genève 1867
- Karl Marx: Salaires, prix, profits. Traduction par Charles Longuet. Girad, Paris 1899 Ausgabe 1912 Digitalisat
- Karl Marx: La commune de Paris. Traduction, préface et notes de Charles Longuet. G. Jacques, Paris 1901 (Bibliothèque d'études socialistes 2)